# Tîhonivka, Melitopol
Tîhonivka (în ucraineană Тихонівка) este un sat în comuna Novopîlîpivka din raionul Melitopol, regiunea Zaporijjea, Ucraina.

## Demografie
Componența lingvistică a localității Tîhonivka
     Rusă (80,72%)
     Ucraineană (19,28%)
Conform recensământului din 2001, majoritatea populației localității Tîhonivka era vorbitoare de rusă (80,72%), existând în minoritate și vorbitori de ucraineană (19,28%).